# Полтавцев, Пётр Ефимович
Пётр Ефимович Полтавцев (1920—1988) — советский хозяйственный и политический деятель, Герой Социалистического Труда.

## Биография
Родился 22 июня 1920 года в хуторе Зазерском, ныне Тацинский район Ростовской области.
В 1940 году окончил среднюю школу № 1.
Прошел всю Великую Отечественную войну. Весной 1945 года в боях за овладение фашистской столицей был удостоен ордена Ленина.
После победы работал на Зазерской МТС, затем — учителем в местной школе, а зимой 1955 года возглавил колхоз «Родина» Тацинского района Ростовской области, председателем правления которого оставался более 30 лет.
По итогам работы в седьмой пятилетке был награждён вторым орденом Ленина.
Член КПСС, был делегатом XXV съезда КПСС. Избирался депутатом Верховного Совета РСФСР.
Умер 24 мая 1988 года.

## Память
- На Аллее славы в станице Тацинской Герою установлен его бюст.

## Награды
- Герой Социалистического Труда (Указ Президиума Верховного Совета СССР от 7 декабря 1973 года).
- Награждён тремя орденами Ленина, орденом Отечественной войны 2-й степени, орденом Октябрьской Революции и многими медалями.